# JYP Entertainment
JYP Entertainment Corporation (кор. JYP 엔터테인먼트) — південнокорейський багатонаціональний конгломерат лейблів звукозапису та розваг, заснований у 1997 році Пак Чінйоном. Це одна з найбільших розважальних компаній у Південній Кореї і працює як лейбл звукозапису, агентство талантів, компанія з виробництва музики, компанія з управління подіями, компанія з виробництва концертів і музичне видавництво. Крім того, компанія управляє різними дочірніми підприємствами та підрозділами по всьому світу.
Серед відомих артистів агентства — гурти 2PM, Day6, Twice, Boy Story, Stray Kids, Itzy, NiziU, Xdinary Heroes, Nmixx, Vcha та Nexz, а також сольний виконавець Бернард Парк.

## Історія
Пак Чінйон заснував компанію в 1997 році під назвою Tae-Hong Planning Corporation, яка в 2001 році стала JYP Entertainment.
У червні 2007 року Пак Джин Йонг відкрив американську філію JYP USA у Нью-Йорку з наміром готувати корейських артистів для американського ринку. У жовтні 2008 року агентство знову розширилося, створивши нову філію в Китаї, JYP Beijing Center.
Агентство вважається однією з найбільших управлінських компаній Південної Кореї, поряд з SM Entertainment та YG Entertainment. Її вартість оцінюється у понад сто мільйонів доларів. В одному з інтерв'ю Пак Джин Янг стверджує, що його успіх пов'язаний з тим, що він перетворює своїх артистів на «бренди».
JYP Entertainment працює не сама, оскільки пов'язана з іншими продюсерськими компаніями. Big Hit Entertainment, AQ Entertainment і J. Tune Entertainment є її основними дочірніми компаніями, але JYP Entertainment також має міцні відносини з Cube Entertainment, колишнім лейблом 4Minute, LOEN Entertainment і Starship Entertainment.
У грудні 2010 року Пак Чінйон оголосив про злиття J.Tune Entertainment та JYP Entertainment. Загальні збори акціонерів J.Tune Entertainment відбулися 16 лютого 2011 року, за результатами яких Пак Джин-Юн та Чон Вук були обрані членами ради директорів. J. Tune буде офіційно приєднана до JYP Entertainment.
У 2011 році JYP Entertainment, SM Entertainment, YG Entertainment, KeyEast, Ament і Star J Entertainment вирішили об'єднати зусилля і створити єдине агентство під назвою «UAM» (United Asia Management) для просування K-pop по всьому світу. Об'єднавши зусилля, ці шість агентств планують перетворити Халлю на «Азія-лю» і домовилися заснувати національне агентство та систему співпраці і кастингу з рештою Азії.
9 грудня 2013 року стало відомо, що JYP Entertainment вирішила ліквідувати суб-лейбл AQ Entertainment. Після його ліквідації Miss A та Пек А Йон тепер будуть працювати виключно під JYP Entertainment.

## Спільні підприємства

### Розповсюдження музики
З березня 2019 року американська компанія The Orchard поширює музику JYP Entertainment по всьому світу.

### KMP Holdings і KT Music
У березні 2010 року було створено KMP Holdings через спільне підприємство між JYP, SM Entertainment, YG Entertainment, Star Empire, Media Line, CAN Entertainment та Music Factory Entertainment. KMP Holdings була придбана KT Music у листопаді 2012 року, а в червні 2013 року KT Music поглинула мережу дистрибуції KMP. У січні 2014 року сім агентств з талантів, які стоять за KMP Holdings, утворили колективне товариство і купили 13,48 % акцій KT Music, залишивши KT Corporation з 49,99 %.

### United Asia Management
У 2011 році JYP об'єднав зусилля з SM, YG, KeyEast, AMENT і Star J Entertainment, щоб сформувати United Asia Management, щоб просувати корейську поп-музику на міжнародному рівні.

### FLO
31 січня 2018 року американська компанія Iriver оголосила про вихід у корейську музичну індустрію. Разом з материнською компанією SK Telecom і музичними лейблами SM, JYP і Big Hit Entertainment компанія запустила новий музичний онлайн-магазин FLO у другій половині 2018 року.

### Beijing Shinsung Entertainment
5 квітня 2017 року Ocean Music і JYP спільно заснували компанію Beijing Xin Sheng Entertainment Co., Ltd. для роботи в приміщеннях для відпочинку, організації культурних і мистецьких обмінів, планування кіно і телебачення та інших аспектів співпраці. Кілька місяців потому Пак Джінянг, Джексон Ван, Фей та 10-річний китайський стажер JYP поїхали до Китаю, щоб записати прослуховування в стилі роуд-шоу, щоб залучити більше стажерів з метою створення хіп-хопу. Китайська хлопчача група. Назва шоу була «Guaishushu Is Coming», ідея полягала в тому, щоб подорожувати різними містами з масштабними прослуховуваннями, а потім провести останній раунд, щоб вибрати учасників, які проходитимуть навчання в Кореї.

## Лейбли

### Філіали
- JYP Beijing Cultural Exchange Ltd (JYPE China): Китайський філіал JYP та перше офіційне представництво компанії у Китаї. Був заснований у 2008 році та має два офіси:
  - Fanling Culture Media Ltd
  - Beijing Shisung Ent. Ltd
- JYP Entertainment USA Inc: Американський філіал JYP. Був заснований у 2008 році.
- JYP Entertainment Japan Inc: Японський філіал JYP. Заснований у 2009 році.
- JYP Entertainment Hong Kong Ltd: Гонконгський філіал JYP. Заснований у 2017 році.

### Підрозділи
- JYP Publishing Corp
- JYP Foods Inc
- JYP Actors
- JYP Pictures

### Дочірні компанії / саб-лейбли
- J. Tune Entertainment
- Studio J
- SQU4D:[a] Підрозділ JYP Entertainment, четвертий за рахунком (про що каже цифра 4 у назві). Керівниця — Лі Чі Йон (перша жінка на такій посаді у JYP Entertainment з часів заснування крмпанії). На даний момент опікуються дівочим гуртом Nmixx[14][15].

## Філантропія
18 березня 2011 року JYP пожертвував 300 000 доларів США на допомогу Японії у разі стихійного лиха. 24 жовтня 2011 року JYP Entertainment і 2PM пожертвували 130 000 доларів США для постраждалих від повені в Таїланді.
Під час пандемії COVID-19 28 лютого 2020 року JYP пожертвували 410 000 доларів США до Скрині громади Кореї.
8 березня 2022 року JYP зробили пожертву в 300 мільйонів вон Асоціації допомоги при катастрофах Hope Bridge, щоб допомогти жертвам масової пожежі, яка почалася в Улджін, Кьонбук, і поширилася на Самчьок, Канвон.

## Виконавці
Усі артисти під назвою JYP Entertainment відомі як JYP Nation.

### Корея

#### Артисти звукозапису

##### Гурти
- 2PM
- Twice
- Stray Kids
- Itzy
- JYP Loud
- NEXZ

##### Солісти
- J. Y. Park
- Jang Woo-young
- Jun. K
- Lee Jun-ho
- Nichkhun
- Найон

### Незалежні артисти
| Studio J - Гурти - DAY6 - Xdinary Heroes - Саб-юніти - Day6 (Even of Day) - Солісти - Young K - Довон - Wonpil | SQU4D - Гурти - Nmixx | - New Creative Content Entertainment - Boy Story - Fanling Culture Media Ltd. - Yao Chen | - JYPE Japan Inc - NiziU (у співкерівництві з Sony Music Japan) |

## JYP Publishing
| Producers - J. Y. Park «The Asiansoul» - Armadillo (Kim Keun-woo) - Frants - Hong Ji-sang - Dr.JO - Honey Pot - Cho Hyun-kyung - Park Yong-woon - Joohyo - Toyo - Woo Rhee (Rainstone) - Tigersoul - Garden - Lee Hae-sol - Kim Mong-e - Versachoi - HotSauce - Yang Jeong-sik - Lee Dal | - Kobee - Jowul of Princess Disease - Kim Seung-soo - Woo Min Lee (collapsedone) - Noday - Paul Thompson (Marz) - Ragoon IM - Sim Eun-jee - Song Ji-wook - Raphael - Tommy Park | Choreographers - Jonte' Moaning - Lia Kim - Hyojin Lee-yong - Park Nam-yong - Tomoya Minase - WooNg (Kim Hyung-woong) - Kiel Tutin |

## Актори
У липні 2019 року агентство оголосило про зміни в управлінні акторами, підтвердивши, що воно буде керувати спільно з новою стартап-компанією NPIO Entertainment. Було вирішено, що актори Юн Пак, Шін Ен Су, Кан Хун, Сін Є Ин, Кім Дон Хі та Лі Чхан Сон залишаться в агентстві до кінця терміну дії контракту. Усі інші актори розірвали контракти за взаємною згодою.

## Колишні артисти

### Колишні виконавці
- Pearl[en] (1997—2000)
- g.o.d (2003—2005)
  - Кім Те У[en] (1998—2006)
  - Сон Хо Йон[en] (2003—2006)[24]
  - Пак Джун[en] (2003—2006)[24]
- Пак Джі Юн[en] (2000—2003)
- Noel (2002—2007)
- Rain[en] (2002—2007)[25]
- Byul[en] (2002—2006)[25]
- Лім Джонхі (2005—2012)[26]
- Wonder Girls (2007—2017)[27]
  - Hyuna (2006—2008)[28]
  - Sohee (2006—2013)[29]
  - Sunye (2006—2015)[30]
  - Sunmi (2006—2017)[27]
  - Yeeun (2006—2017)[27]
  - Yubin (2007—2020)[31]
  - Hyerim (2010—2020)[31]
- 2PM
  - Jay Park (2008—2010)
  - Ok Taec-yeon (2008—2017)[32][b]
  - Hwang Chan-sung (2008—2022)[33][c]
- 2AM (2008—2010, 2014—2017)[34]
  - Lee Chang-min (2008—2010, 2014—2015)[35]
  - Jeong Jinwoon (2008—2010, 2014—2015)[36]
  - Lim Seul-ong (2008—2010, 2014—2015)[36]
  - Jo Kwon (2008—2010, 2014—2017)[37]
- Joo (2008—2015)[38]
- San E (2010—2013)[39]
- Miss A (2010—2017)[40]
  - Jia (2010—2016)[41]
  - Min (2010—2017)[42]
  - Fei (2010—2018)[43]
  - Пе Сюзі (2010—2019)[44]
- 15& (2012—2019)
  - Park Jimin (2012—2019)[45]
  - Baek Yerin (2012—2019)[46]
- Baek A Yeon (2012—2019)[47]
- JJ Project (2012—2021)
- GOT7 (2014—2021)
  - Марк (2014—2021)
  - Джей Бі (2012—2021)
  - Джексон Ван (2014—2021)
  - Jinyoung (2012—2021)
  - Youngjae (2014—2021)
  - BamBam (2014—2021)
  - Yugyeom (2014—2021)
- G.Soul (2015—2017)[48]
- DAY6
  - Jae (2015—2021)[49]
  - Im Jun-hyeok (2015—2016)[50]
- Jeon Somi (2014—2018)[51]
- Stray Kids
  - Кім У Джін (2017—2019)[52]
- Jus2 (2019—2021)

### Колишні актори та акторки
- Чо І Хьон[en] (2018—2019)
- Чхве У Сік (2012—2018)[53]
- Чан Донджо
- Чан Хі Рьон[en]
- Jung Gun-joo
- Kang Yoon-je
- Kim Ha-eun (2007—2008)
- Kim Ji-min
- Kim Jong-mun
- Kim Ye-won (2015—2018)
- Kim Yu-an
- Lee Gi-hyuk
- Lee Ji-hyun
- Lee Jung-jin (2012—2016)[54]
- Min Hyo-rin (2014—2017)[55]
- Nam Sung-jun
- Park Gyu-young (2015—2019)[56]
- Park Ji-bin (2015—2017)
- Park Joo-hyung
- Park Si-eun (2017—2019)[57]
- Ryu Won
- Song Ha-yoon (2013—2019)[58]
- Wei Daxun (2014—2017)
- Yeon Jung-hoon (2011)[59]

## Концерти
- JYP Nation 2010 «Team Play»
  - 24 грудня 2010: Сеул (Olympic Gymnastics Arena)
- JYP Nation 2011
  - 17–18 серпня 2011: Сайтама (Saitama Super Arena)
- JYP Nation 2012
  - 4 серпня 2012: Сеул (Olympic Gymnastics Arena)
  - 18–19 серпня 2012: Токіо (Yoyogi National Gymnasium)
- JYP Nation 2014 «One Mic»
  - 9–10 серпня 2014: Сеул (Jamsil Gymnasium)
  - 30 серпня 2014: Гонконг (AsiaWorld-Expo)
  - 5–7 вересень 2014: Токіо (Yoyogi National Gymnasium)
  - 13 грудня 2014: Банкок (Impact Arena, Muang Thong Thani)
- JYP Nation 2016 «Mix & Match»
  - 6 серпня 2016: Сеул (Jamsil Gymnasium)
  - 2–4 вересня 2016: Токіо (Yoyogi National Gymnasium)

## Фільмографія

### Фільм
- 2015: I Wanna Hold Your Hand
- 2019: Homme Fatale

### Телебачення
- 2011: KBS2 Dream High
- 2012: KBS2 Dream High 2
- 2017: JTBC The Package
- 2018: JTBC The Third Charm
- 2019: JTBC Chocolate

### Веб-серіали
- 2015: Dream Knight
- 2016: Touching You
- 2016: Romantic Boss
- 2017: Magic School

### Реаліті-шоу
- 2006: MTV Wonder Girls (створення Wonder Girls)
- 2008: Hot Blood Men (створення One Day, що надалі розділилися на гурти 2PM та 2AM)
- 2012: MTV Diary (реаліті-шоу JJ Project)
- 2014: Real GOT7 (реаліті-шоу GOT7)
- 2015: Sixteen (створення of Twice)
- 2017: Stray Kids (створення Stray Kids)
- 2019: Super Intern (creation of full-time JYP Entertainment employees)
- 2020: Nizi Project (створення NiziU)
- 2021: Loud (створення нового бой-бенду)

## Нотатки
1. ↑  Читается як«Сквад»
2. ↑  Despite leaving JYP, Ok Taec-yeon is still an active member of 2PM.
3. ↑  Despite leaving JYP, Hwang Chan-sung is still an active member of 2PM.